# Desmodium pseudoamplifolium
Desmodium pseudoamplifolium är en ärtväxtart som beskrevs av Marc Micheli. Desmodium pseudoamplifolium ingår i släktet Desmodium och familjen ärtväxter. Inga underarter finns listade i Catalogue of Life.